# Số Rayleigh
Trong cơ học chất lưu, Số Rayleigh (Ra) của một chất lưu là một số không thứ nguyên gắn liền với dòng chảy tạo ra từ sự nổi, còn được biết đến là đối lưu tự do hay đối lưu tự nhiên. Khi số Rayleigh dưới một giá trị tới hạn của một chất lưu, sự truyền nhiệt xảy ra chủ yếu dưới dạng dẫn nhiệt; khi nó vượt quá giá trị tới hạn, sự truyền nhiệt xảy ra chủ yếu theo dạng đối lưu.
Số Rayleigh đđược định nghĩa là tích của số Grashof, số dùng để miêu tả quan hệ giữa sức nổi và độ nhớt của một chất lưu, và số Prandtl, số dùng để miêu tả quan hệ giữa sự khuếch tán động lượng và khuếch tán nhiệt. Do đó nó có thể được coi là tỷ lệ giữa các lực nổi và lực độ nhớt nhân với tỷ lệ giữa khuếch tán động lượng và khuếch tán nhiệt.
Nó được đặt tên theo Rayleigh.

## Định nghĩa cơ bản
Đối với đối lưu tự do gần một tường dọc, số Rayleigh được định nghĩa là:
{\displaystyle \mathrm {Ra} _{x}={\frac {g\beta }{\nu \alpha }}(T_{s}-T_{\infty })x^{3}=\mathrm {Gr} _{x}\mathrm {Pr} }
trong đó:
x là độ dài đặc trưng
Rax là số Rayleigh của độ dài đặc trưng x
g là gia tốc trọng trường
β là độ giãn nở nhiệt (bằng 1/T, đối với khí lý tưởng, trong đó T là nhiệt độ tuyệt đối).
{\displaystyle \nu } là độ nhớt động học
α là độ khuếch tán nhiệt
Ts là nhiệt độ bề mặt
T∞ là nhiệt độ tĩnh (nhiệt độ chất lưu cách xa bề mặt vật)
Grx là số Grashof của độ dài đặc trưng x
Pr là số Prandtl
Trong công thức trên, các tính chất chất lưu Pr, ν, α và β được ước lượng tại nhiệt độ màng mỏng, được tính theo công thức:
{\displaystyle T_{f}={\frac {T_{s}+T_{\infty }}{2}}.}
Với một thông lượng làm nóng tường đồng nhất, số Rayleigh được giản lược còn:
{\displaystyle \mathrm {Ra} _{x}^{*}={\frac {g\beta q''_{o}}{\nu \alpha k}}x^{4}}
trong đó:
q"o là thông lượng nhiệt bề mặt đồng nhất
k là độ dẫn nhiệt.
Với hầu hết các ứng dụng trong ngành kỹ thuật, số Rayleigh có giá trị lớn, khoảng 106 đến 108.

## Các định nghĩa khác
Số Rayleigh cũng có thể được sử dụng làm tiêu chí dự đoán sự không ổn định của đối lưu, như là đơn thể-A, trong vùng mềm của hợp chất đang đông cứng. Số Rayleigh của vùng mềm được định nghĩa bởi:
{\displaystyle \mathrm {Ra} ={\frac {{\frac {\Delta \rho }{\rho _{0}}}g{\bar {K}}L}{\alpha \nu }}={\frac {{\frac {\Delta \rho }{\rho _{0}}}g{\bar {K}}}{R\nu }}}
trong đó:
K là độ thấm trung bình (của chất ban đầu)
L là quy mô độ lớn đặc trưng
α là độ khuếch tán nhiệt
ν là độ nhớt động học
R là độ đông đặc hay tốc độ đẳng nhiệt.
Đơn thể-A được dự đoán hình thành khi số Rayleigh vượt quá một giá trị tới hạn. Giá trị tới hạn này phụ thuộc và thành phần của hợp chất, và đây là lợi ích duy nhất của tiêu chí số Rayleigh so với các tiêu chí khác được dùng để dự đoán độ không ổn định trong đối lưu, như là tiêu chí Suzuki.

### Ứng dụng trong địa vật lý
Trong địa vật lý, số Rayleigh là một đại lượng cơ bản quan trọng: nó chỉ ra sự hiện diện và độ lớn của đối lưu trong một chất lưu ví dụ như lớp phủ của trái đất. Lớp phủ là một chất rắn có thể được coi là một chất lưu trong quy mô thời gian địa chất. Số Rayleigh của lớp phủ trái đất chỉ do làm nóng từ bên trong, RaH, có công thức:
{\displaystyle \mathrm {Ra} _{H}={\frac {g\rho _{0}^{2}\beta HD^{5}}{\eta \alpha k}}}
trong đó:
H là tốc độ sản xuất nhiệt phóng xạ trên đơn vị khối lượng
η là độ nhớt động lực học
k là độ dẫn nhiệt
D là độ sâu của lớp phủ.
Số Rayleigh đối với lớp phủ được làm nóng từ dưới đáy bởi lõi trái đất, RaT, còn có thể được định nghĩa bởi:
{\displaystyle \mathrm {Ra} _{T}={\frac {\rho _{0}^{2}g\beta \Delta T_{sa}D^{3}C_{P}}{\eta k}}}
trong đó:
ΔTsa là chênh lệch nhiệt độ siêu đoạn nhiệt giữa nhiệt độ lớp phủ tham chiếu và ranh giới lớp lõi – lớp phủ
CP là nhiệt dung riêng tại một áp suất không đổi.
Giá trị số Rayleigh của lớp phủ lớn chỉ ra rằng sự đối lưu trong trái đất xảy ra mãnh liệt và thay đổi theo thời gian, và nghĩa là đối lưu phụ trách phần lớp sự truyền nhiệt từ lõi đến bề mặt.